# لیگ حرفه‌ای فوتبال عربستان
لیگ حرفه‌ای عربستان سعودی (به عربی: دوري المحترفين السعودي) که به دلایل حمایت مالی با عنوان لیگ حرفه‌ای عربستان سعودی نیز شناخته می‌شود، بالاترین بخش فوتبال اتحادیه در سیستم لیگ عربستان است. این مسابقات از فصل افتتاحیه خود تا فصل ۹۰-۱۹۸۹ به عنوان یک تورنمنت رفت و برگشت فعالیت می‌کرد، پس از آن فدراسیون عربستان تصمیم گرفت لیگ فوتبال را با جام پادشاهی در یک تورنمنت و اضافه کردن جعبه طلایی ادغام کند. جعبه طلایی یک رقابت حذفی پایان فصل است که بین چهار تیم برتر فصل برگزار می‌شود. این تیم‌ها در مرحله نیمه نهایی بازی خواهند کرد تا قهرمان عربستان سعودی شوند. لیگ در فصل ۰۸-۲۰۰۷ به سیستم رفت و برگشت بازگشت.
این فدراسیون همچنین به دلیل عملکرد موفق و ثابت نمایندگانش در لیگ قهرمانان آسیا، مرتباً دارای بالاترین ضریب در آسیا است. الهلال با ۱۹ عنوان قهرمانی در تاریخ خود و آخرین قهرمانی در فصل ۲۲–۲۰۲۱ موفق ترین تیم است. الاهلی، الاتحاد و النصر نیز از موفق ترین تیم‌های لیگ هستند.
از آغاز سال ۲۰۲۳، لیگ به دلیل جذب بازیکنان سطح بالای متعدد از لیگ های اروپایی از طریق قراردادهای پرسود مالی، شروع به تجربه گسترده بین المللی کرد و بلافاصله به یک لیگ پر ستاره تبدیل شد. صندوق سرمایه‌گذاری عمومی کشور در همان سال به عنوان بخشی از برنامه چشم‌انداز ۲۰۳۰ عربستان سعودی، ۷۵٪ از سهام چهار عضو موسس (الاهلی، الاتحاد، الهلال و النصر) را در اختیار گرفت.

## تاریخچه
تا اواخر دهه ۱۹۵۰، فوتبال در عربستان سعودی به صورت منطقه ای سازماندهی می شد و جام پادشاهی تنها مسابقات سراسری بود. در سال ۱۹۵۷، اولین فرآیند صلاحیت، مسابقات منطقه ای مناطق مرکزی، غرب، شرق و شمال را ادغام کرد. باشگاه ها در لیگ های منطقه ای خود برای کسب جواز حضور در جام پادشاهی که مرحله نهایی این رقابت ها بود، به رقابت پرداختند. برنده جام پادشاهی برنده لیگ نبود.
در سال ۱۹۷۶ اولین لیگ حرفه ای فوتبال در پادشاهی عربستان سعودی با هشت تیم آغاز شد، در فصل بعد تعداد باشگاه ها به ده تیم افزایش یافت. فصل ۸۲-۱۹۸۱ شاهد ادغام هر دو لیگ برتر عربستان و لیگ دسته اول عربستان برای آن فصل بود که به طور انحصاری در مورد روند مقدماتی جام جهانی ۱۹۸۲ بود. ۲۰ تیم به دو گروه الف و ب تقسیم شدند. دو تیم برتر هر گروه برای تعیین قهرمانان کلی به مرحله نیمه نهایی راه می یابند. در فصل بعد که به مسابقات عادی رفت و برگشت بازگشت، تعداد باشگاه های دسته اول بعداً در فصل ۸۵-۱۹۸۴ به ۱۲ افزایش یافت.
در دسامبر ۱۹۹۰، فدراسیون فوتبال عربستان سعودی تصمیم گرفت که لیگ را با کینگ کاپ در یک تورنمنت ادغام کند، تصمیم گرفته شد مسابقات محلی را اصلاح کند و فوتبال حرفه ای را معرفی کند. مسابقات لیگ جدیدی به نام «خادمین جام لیگ الحرمین» تشکیل شد که دو مرحله ای بود. مرحله اول یک رقابت معمولی تورنمنت‌های نوبت‌گردشی بود که ۴ تیم برتر به مرحله حذفی نهایی راه یافتند که جعبه طلایی نام داشت. باشگاه‌ها اجازه داشتند بازیکنان را به صورت حرفه‌ای جذب کنند و لیگ را نیمه حرفه‌ای کنند. این سیستم برای هفده فصل دوام آورد تا اینکه دوباره به مسابقات رفت و برگشتی معمولی بازگشت. لیگ در سال ۲۰۰۷ کاملا حرفه ای شد.
از سال ۲۰۰۸، بسته به ضریب کشور، سالانه چهار تیم از عربستان سعودی جواز حضور در لیگ قهرمانان آسیا را کسب می کنند. این شامل سه موقعیت برتر لیگ به همراه برنده جام پادشاهی است. اگر برنده جام پادشاهی نیز در بین سه تیم برتر باشد، چهارمین تیم برتر جواز حضور در پلی آف را کسب می کند و اگر برنده کینگ کاپ در سه رده برتر لیگ نباشد، دو تیم برتر لیگ هستند. به طور مستقیم به مرحله گروهی راه پیدا می کند و تیم سوم به مرحله پلی آف لیگ قهرمانان آسیا راه می یابد.

### "انقلاب عربستان" در ۲۰۲۳
لیگ حرفه‌ای عربستان در سال ۲۰۲۳ به دلیل انتقال بازیکنان بسیاری از لیگ‌های دیگر، به‌ویژه آنهایی که در اروپا به باشگاه‌ها برای فصل ۲۴-۲۰۲۳ منتقل شدند، سرفصل بین‌المللی شد. کریستیانو رونالدو اولین ستاره‌ای بود که به لیگ پیوست و بی‌بی‌سی معتقد بود که او این "انقلاب" را در فوتبال آسیا رهبری کرد. نیمار پس از انتقال خود به الهلال، رونالدو را نیز به خاطر تحول فوری لیگ نسبت داد. سایر بازیکنانی که به لیگ پیوستند عبارتند از: کریم بنزما دارنده توپ طلا، انگولو کانته، روبرتو فیرمینو، سرگی میلینکویچ-ساویچ، سادیو مانه، ریاض محرز و جوردن هندرسون. طبق نشریه اسپانیایی مارکا، لیگ بازار نقل و انتقالات اروپا را تکان داده است. صندوق سرمایه‌گذاری عمومی کشور در ژوئن ۲۰۲۳ به عنوان بخشی از برنامه چشم‌انداز ۲۰۳۰ عربستان سعودی، ۷۵٪ از سهام چهار عضو مؤسس (الاهلی، الاتحاد، الهلال و النصر) را در اختیار گرفت. این اقدامات توسط برخی از روزنامه نگاران غربی به عنوان یک طرح "ورزش‌شویی" توصیف شده است.

### حمایت
با شروع فصل ۱۰-۲۰۰۹، لیگ توسط گروه زین حمایت مالی شد. از فصل ۱۴-۲۰۱۳ تا فصل ۱۸-۲۰۱۷، عبداللطیف جمیل اسپانسر بود و لیگ به عنوان داوری جمیل شناخته می‌شد، تا زمانی که یک تغییر ساختار بزرگ در فوتبال عربستان انجام شد، که تحت آن نام لیگ به لیگ حرفه‌ای عربستان بازگشت. از سال ۲۰۲۲، برای یک دوره پنج ساله، اسپانسر لیگ روشن است.

## فرمت مسابقات

### مسابقه
از فصل ۲۵-۲۰۲۴
۱۸ باشگاه در لیگ حرفه ای عربستان سعودی وجود دارد. در طول یک فصل (معمولاً از آگوست تا مه)، هر باشگاه دو بار (یک سیستم رفت و برگشت دوگانه)، یک بار در ورزشگاه خانگی خود و یک بار در ورزشگاه حریف خود، در مجموع ۳۴ بازی، با هر باشگاه دیگر بازی می‌کند. تیم‌ها برای هر برد سه امتیاز، برای هر تساوی یک امتیاز و برای هر باخت هیچ امتیازی دریافت نمی‌کنند. تیم‌ها در جدول لیگ ابتدا بر اساس امتیاز، سپس بر اساس تقابل رو در رو در صورت تساوی و به دنبال آن بر اساس تفاضل گل رتبه‌بندی می‌شوند.
هر باشگاه مجاز به جذب حداکثر ۲۵ بازیکن، از جمله حداکثر ۱۰ بازیکن خارجی، است. از این ۱۰ بازیکن خارجی، ۸ بازیکن می‌توانند در هر سنی باشند و ۲ بازیکن باید در زمان عقد قرارداد زیر ۲۰ سال سن داشته باشند. ۱۵ بازیکن باقی‌مانده باید تبعه عربستان سعودی باشند و در صورت نیاز یا تمایل، حداکثر ۵ بازیکن می‌توانند از بخش جوانان جذب شوند.
برای هر بازی لیگ، مربیان می‌توانند تا ۸ بازیکن خارجی را برای حضور در ترکیب اصلی روز مسابقه انتخاب کنند.

### صعود و سقوط تیم ها
بین لیگ حرفه ای عربستان سعودی و لیگ دسته اول عربستان سعودی سیستم صعود و سقوط وجود دارد. سه تیم پایین جدولی لیگ برتر عربستان سعودی به لیگ دسته اول سقوط می‌کنند، در لیگ دسته اول دو تیم برتر مستقیماً به لیگ برتر صعود می‌کنند، و یک سیستم پلی‌آف نیز وجود دارد. برای تعیین تیم سوم که در کنار این دو تیم صعود خواهد کرد. تیم‌های بین مقام سوم و ششم در پلی‌آف صعود شرکت می‌کنند. تیم پنجم با تیم چهارم و تیم ششم با تیم سوم روبرو می‌شوند. فینال به صورت تک‌حذفی و به میزبانی تیم برتر برگزار می‌شود.

### تاریخچه فرمت
فرمت لیگ (۱۹۷۴–۲۰۰۷)
در سال‌های ۱۹۷۴-۱۹۷۵، لیگ فوتبال عربستان سعودی با نام لیگ رده‌بندی شناخته می‌شد. این لیگ برای جایگزینی لیگ‌های منطقه‌ای که از قبل وجود داشتند و تعیین اینکه کدام تیم‌ها در لیگ برتر بازی کنند و کدام تیم‌ها در لیگ دسته اول شرکت کنند، معرفی شد. لیگ رده‌بندی ۱۶ تیم داشت که به دو گروه تقسیم شده بودند. از هر گروه فقط دو تیم به مسابقه نهایی که قهرمان را تعیین می کرد، راه می‌یافتند.
از سال ۱۹۷۵-۱۹۷۶، لیگ در طول فصل به فرمت رفت و برگشت تغییر یافت، که در آن هر تیم بازی‌های خانگی و خارج از خانه را در مقابل تمام تیم‌های دیگر انجام می‌داد. لیگ معمولاً در این دوره با ۱۰ تا ۱۲ تیم حاضر می شد، هرچند تعداد تیم‌ها از فصلی به فصل دیگر کمی نوسان داشت.
در فصل ۱۹۸۱-۱۹۸۲، لیگ دستخوش تغییر قابل توجهی شد که طی آن با لیگ دسته اول ادغام شده و به لیگی با حضور تقریباً ۲۰ تیم برای آن فصل تبدیل شد. این ادغام به دلیل نگرانی‌ها در مورد مسابقات مقدماتی جام جهانی انجام شد، زیرا عربستان سعودی به دنبال تقویت رقابت‌های داخلی خود و فراهم کردن فرصت‌های بیشتر برای بازیکنان به منظور تمرین های بیشتر و پیشرفت قبل از بازی‌های بین‌المللی بود. مدتی پس از این گسترش ناگهانی، لیگ به ساختار معمول خود با ۱۰ تا ۱۲ تیم بازگشت.
در دسامبر ۱۹۹۰، فدراسیون فوتبال عربستان سعودی تصمیم گرفت لیگ برتر عربستان را با مسابقات جام پادشاهی در یک تورنمنت واحد ادغام کند. این ادغام منجر به معرفی سیستم پلی‌آف (که در زبان محلی با نام "جعبه طلایی" یا "چهار طلایی" شناخته می‌شود) شد که در آن ۴ تیم برتر فصل در یک رقابت حذفی برای تعیین قهرمان نهایی رقابت می‌کردند. سیستم پلی‌آف به عنوان یک رقابت پایان فصل عمل می‌کرد و هیجان بیشتری به لیگ می‌بخشید.
در فصل ۱۹۹۱-۹۲، لیگ برتر عربستان رسماً سیستم پلی‌آف را اجرا کرد. این لیگ همچنان در طول فصل عادی از فرمت رفت و برگشتی استفاده می‌کرد، اما پس از آن، ۴ تیم برتر به پلی‌آف راه یافتند که برای تعیین قهرمان برگزار می‌شد. سیستم پلی‌آف به این معنی بود که حتی اگر تیمی در فصل عادی اول شود، برای کسب عنوان قهرمانی باید در دور حذفی (از جمله نیمه‌نهایی و فینال) پیروز شود.
فرمت لیگ (۲۰۰۷–تاکنون)
در فصل ۲۰۰۶-۲۰۰۷، سیستم پلی‌آف هنوز برقرار بود و ۴ تیم برتر برای تعیین قهرمان به دور حذفی راه پیدا می‌کردند. الاتحاد و الهلال در صدر جدول قرار گرفتند، اما سیستم پلی‌آف برنده نهایی را تعیین می‌کرد. این آخرین فصلی بود که از سیستم پلی‌آف استفاده شد.
در فصل ۲۰۰۷-۲۰۰۸، لیگ به فرمت سنتی خود تغییر یافت، که در آن تیمی که در فصل عادی اول می‌شد، قهرمان می‌شد و بازی‌های پلی‌آف لغو شد. این سیستم از فصل ۲۰۰۸-۲۰۰۹ به بعد در لیگ ادامه یافت. الهلال در فصل ۲۰۰۷-۲۰۰۸ پس از کسب ۴۸ امتیاز مساوی با الاتحاد، عنوان قهرمانی را به دست آورد. قهرمانی بر اساس نتایج بازی‌های رو در رو تعیین می‌شد، جایی که الهلال نتیجه بهتری در مقابل الاتحاد داشت.
در فصل ۲۰۰۸-۲۰۰۹، این لیگ به لیگ حرفه‌ای عربستان سعودی تغییر نام داد. با این تغییر نام، مسابقات پلی‌آف به طور قطعی حذف شدند همچنین این تغییر نام باعث شد که آمار و عناوین لیگ برتر عربستان سعودی (۱۹۷۴-۲۰۰۷) جدا از لیگ حرفه‌ای تازه تأسیس عربستان سعودی در نظر گرفته شوند. این وضعیت دقیقا همانند لیگ برتر انگلیس (تأسیس شده در سال ۱۹۹۲) بود که در آن رکوردها و عناوین از لیگ دسته اول جدا نگه داشته شدند.
پس از تغییر نام تجاری، لیگ دستخوش تغییرات قابل توجهی شد. از فصل ۲۰۱۰-۲۰۱۱ تا ۲۰۱۷-۲۰۱۸، تعداد تیم‌های لیگ به ۱۴ تیم افزایش یافت و به صورت رفت و برگشت برگزار شد. سپس، از فصل ۲۰۱۸-۲۰۱۹ تا ۲۰۲۲-۲۰۲۳، تعداد تیم‌های لیگ دوباره به ۱۶ تیم افزایش یافت. در نهایت، در فصل ۲۰۲۳-۲۰۲۴، تعداد تیم‌های لیگ حرفه‌ای عربستان سعودی به ۱۸ تیم افزایش یافت.

## قهرمانان لیگ عربستان

### باشگاه‌ها
جدول زیر عملکرد هر یک از قهرمانان لیگ حرفه‌ای عربستان را توصیف می‌کند.
| رتبه | باشگاه  | قهرمانی‌ها | سال‌های قهرمانی                                                                                                   |
| ---- | ------- | --------- | --- |
| ۱    | الهلال  | ۱۹        | ۱۹۷۷، ۱۹۷۹، ۱۹۸۵، ۱۹۸۶، ۱۹۸۸، ۱۹۹۰، ۱۹۹۶، ۱۹۹۸، ۲۰۰۲، ۲۰۰۵، ۲۰۰۸، ۲۰۱۰، ۲۰۱۱، ۲۰۱۷، ۲۰۱۸، ۲۰۲۰، ۲۰۲۱، ۲۰۲۲، ۲۰۲۴ |
| ۲    | الاتحاد | ۱۰        | ۱۹۸۲، ۱۹۹۷، ۱۹۹۹، ۲۰۰۰، ۲۰۰۱، ۲۰۰۳، ۲۰۰۷، ۲۰۰۹، ۲۰۲۳، ۲۰۲۵                                                       |
| ۳    | النصر   | ۹         | ۱۹۷۶، ۱۹۸۰، ۱۹۸۱، ۱۹۸۹، ۱۹۹۴، ۱۹۹۵، ۲۰۱۴، ۲۰۱۵، ۲۰۱۹                                                             |
| ۴    | الشباب  | ۶         | ۱۹۹۱، ۱۹۹۲، ۱۹۹۳، ۲۰۰۴، ۲۰۰۶، ۲۰۱۲                                                                               |
| ۵    | الاهلی  | ۳         | ۱۹۷۸، ۱۹۸۴، ۲۰۱۶                                                                                                 |
| ۶    | الاتفاق | ۲         | ۱۹۸۳، ۱۹۸۷ |
| ۷    | الفتح   | ۱         | ۲۰۱۳ |

### عناوین کل قهرمانی‌ها توسط شهرها
| شهر   | عناوین | قهرمانی باشگاه‌ها                   |
| ----- | ------ | ---------------------------------- |
| ریاض  | ۳۴     | الهلال (۱۹)، النصر (۹)، الشباب (۶) |
| جده   | ۱۳     | الاتحاد (۱۰)، الاهلی (۳)           |
| دمام  | ۲      | الاتفاق (۲)                        |
| احساء | ۱      | الفتح (۱)                          |